# Palazzo Negroboni
Il Palazzo Negroboni oppure Palazzo Bevilacqua, noto anche come Palazzo del Credito Agrario Bresciano, per essere stato la sede storica dell'ex banca bresciana, è un edificio costruito nei primi anni del '900 dall'architetto Antonio Tagliaferri e situato nella centrale piazza del Duomo.

## Storia
L'attuale palazzo sorge sull'area precedentemente occupata dalla dimora signorile dei Negroboni, poi unita all'edificio bancario nel momento della sua costruzione, avviata a partire dal 1904. L'architetto Antonio Tagliaferri, coadiuvato dall'ingegnere Camillo Arcangeli, si occupò infatti della progettazione dell'edificio, concepito come sede principale del Credito Agrario Bresciano. La sua costruzione terminò infine tra il 1908 ed il 1909.

## Descrizione
L'edificio risulta apprezzabile per l'evidente influenza dell'arte classica, ancora più visibile dal contrasto presente tra la muratura in laterizio delle fasce superiori con l'ordine inferiore a bugnato in marmo di Botticino.